# Brudermühlbrücke

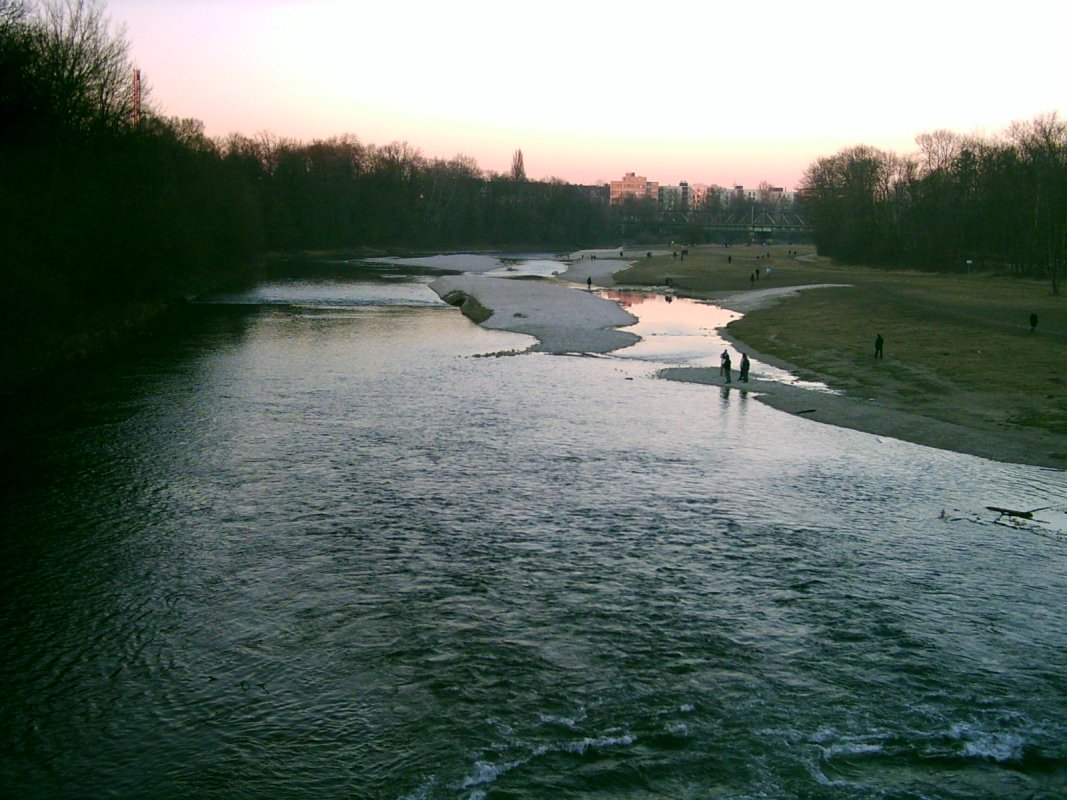
Isar flussabwärts

Die Brudermühlbrücke ist eine Brücke in München. Sie ist Bestandteil des Mittleren Rings.

## Lage
Die Brudermühlbrücke liegt im Süden Münchens und verbindet die beiden Stadtteile Sendling und Untergiesing miteinander. Sie führt die Brudermühlstraße über die Isar zur im Osten anschließenden Candidstraße. Das Westende der Brücke liegt auf dem Flaucher. In der Verlängerung der Brudermühlbrücke überquert die Brudermühlstraße den Großen Stadtbach über den Brudermühlsteg.

## Geschichte
An der Stelle der heutigen Brudermühlbrücke wurde erstmals 1904 eine Brückenverbindung über die Isar errichtet, als beim Neubau der Wittelsbacherbrücke in dem Münchner Brückenbauprogramm die alte Eisenbrücke nach hier versetzt wurde. Benannt wurden die Brücke und die über sie führende Straße nach der Brudermühle, einer der drei Mühlen am Dreimühlenbach.
Nachdem diese Brücke 1943 im Zweiten Weltkrieg schwer beschädigt worden war, wurde 1948 provisorisch ein Fußgängersteg über die zerstörten Stellen errichtet.
Im Rahmen des Baus einer Südtangente für den Mittleren Ring wurde die Brücke 1953 von Dywidag neu errichtet. Dabei konnten die Pfeiler und Widerlager der alten Brücke wiederverwendet werden, wodurch die Kosten des Baus beträchtlich verringert wurden. Durch erstmalige Verwendung von Spannbeton bei einer Münchner Brücke konnte auch der Materialaufwand gering gehalten und trotzdem eine Tragkraft von 60 Tonnen erzielt werden. 1969 wurde die Brücke durch einen Anbau an der Nordseite verbreitert, 1988 durch einen weiteren Anbau an der Südseite.
Anders als (fast) alle anderen Abschnitte des Mittleren Rings wird die Brudermühlbrücke am 1. Februar 2023 nicht Teil der Umweltzone München.

## Beschreibung
Die Brudermühlbrücke ist eine Balkenbrücke aus Spannbeton, die auf zwei Pfeilern ruht. Sie hat eine Gesamtlänge von 138 Meter und Stützweiten von 45,97, 45,97 und 46,30 Meter. Die Breite der Brücke beträgt etwa 36 Meter.
Über die Brücke führt die Brudermühlstraße mit sieben Fahrstreifen: vier nach Osten und drei nach Westen.
Die Betonpfeiler der Brücke werden seit 1996 im Rahmen des Projekts „DÖSENÖFFNER“ (ehem. ISART) des Kreisjugendring München-Stadt jährlich ein- bis zweimal von jungen Künstlern und Künstlerinnen neu mit Graffiti besprüht.